# Nesiotoniscus harpagonifer
Nesiotoniscus harpagonifer is een pissebed uit de familie Trichoniscidae. De wetenschappelijke naam van de soort is voor het eerst geldig gepubliceerd in 1995 door Taiti & Ferrara.